# Лексикон (программа)
«Лексико́н» — редактор / текстовый процессор для DOS, созданный в конце 1980-х годов в Вычислительном центре Академии наук СССР Е. Н. Веселовым.
Лексикон был чрезвычайно популярен в конце 1980-х и первой половине 1990-х годов (по некоторым оценкам, он был установлен на 95 % всех российских ЭВМ). К рубежу XX — началу XXI вв. с широким распространением Windows 3.1 и сменившей её Windows 95 использование «Лексикона» резко сократилось, впоследствии прекратившись совершенно. Последняя версия для MS-DOS — 1.4. В апреле 1995 года была представлен Лексикон для Windows. Однако версии Лексикона для Windows не нашли широкого применения из-за широкого распространения пиратских копий русифицированного Microsoft Word.

## Описание
Лексикон — первый русскоязычный редактор с WYSIWYG-интерфейсом (начиная с версии 2.0, которая не была доведена[уточнить]), ориентированный на простого пользователя, с простой и понятной системой команд. Существовали версии, позволявшие использовать языки народов России (например, якутский язык).
Это первый русскоязычный редактор с многооконным интерфейсом, позволяющий переносить при редактировании части текста из одного окна в другое (концепция «кармана» или буфера обмена).
Лексикон работает с обычными текстовыми файлами, но может также добавлять в них разные коды форматирования (которые всегда начинаются с символа 0xFF). В Лексикон встроена система проверки орфографии.
Лексикон работает с текстовым и графическим режимами экрана, с основной и альтернативной кодировками. Интерфейс можно переключать с русского на английский и обратно. Можно одновременно держать открытыми несколько файлов (каждый в своём окне) и переключаться между ними; можно выделять и копировать/перемещать линейные и прямоугольные блоки текста; также можно рисовать таблицы с использованием символов псевдографики.
Лексикон работает и на нерусифицированных компьютерах, поскольку имеет свои собственные экранные и принтерные шрифты, а также свой собственный драйвер клавиатуры.